# Sarrasin commun
Pour les articles homonymes, voir Sarrasin.
Espèce
Synonymes
- Fagopyrum cereale Raf.[2]
- Fagopyrum dryandrii Fenzl[2]
- Fagopyrum emarginatum Moench[2]
- Fagopyrum fagopyrum (L.) H.Karst.[2]
- Fagopyrum fagopyrum (L.) Karst.[3]
- Fagopyrum polygonum Macloskie[2]
- Fagopyrum sagittatum Gilib.[3],[2]
- Fagopyrum vulgare Hill[3]
- Fagopyrum vulgare T.Nees[2]
- Helxine fagopyrum Kuntze[2]
- Kunokale carneum Raf.[2]
- Phegopyrum esculentum Peterm.[2]
- Polygonum cereale Salisb.[2]
- Polygonum dioicum Buch.-Ham. ex Meisn.[2]
- Polygonum emarginatum Roth[2]
- Polygonum fagopyrum L.[3],[2]
- Polygonum gracile Meisn.[2]
- Polygonum macropterum Meisn.[2]
- Polygonum pyramidatum Loisel.[2]

Le sarrasin commun (Fagopyrum esculentum, Moench) est une espèce de plantes à fleurs, annuelles, de la famille des polygonacées, cultivée pour ses graines destinées à l'alimentation humaine comme animale.
Malgré son appellation courante de blé noir, le sarrasin n'est pas une espèce du genre Triticum (genre regroupant les variétés de blé), ni même une espèce de graminées. Il est dépourvu de gluten, ce qui le rend difficile à utiliser pur en panification (pain noir) ou pour la confection des pâtes. Le sarrasin est souvent considéré comme une céréale bien qu'il n'en soit pas une, il est alors qualifié de pseudo-céréale.
Il est connu sous divers noms communs : sarrasin, renouée sarrasin, blé noir, blé de barbarie, bucail ou bucaille, carabin, mais également froment noir dans certaines sources du XVIe siècle.

## Étymologie
Fagopyrum vient du latin fagus (hêtre) et du grec pyros (blé), ce qui donne « blé de hêtre ». Ce nom fait référence à la ressemblance des graines de sarrasin avec les faînes, les fruits du hêtre. Esculentum signifie « comestible » ou « mangeable ». Donc, Fagopyrum esculentum pourrait se traduire par « blé de hêtre comestible ».
L'emploi du terme « sarrasin » pour désigner cette pseudo-céréale, outre son origine géographique (tout ce qui vient d'Orient est qualifié de « sarrasin » au Moyen Âge), provient peut-être de sa couleur brune.
En latin médiéval frumentum sarracenorum (1460) désigne la  graine,.

## Description

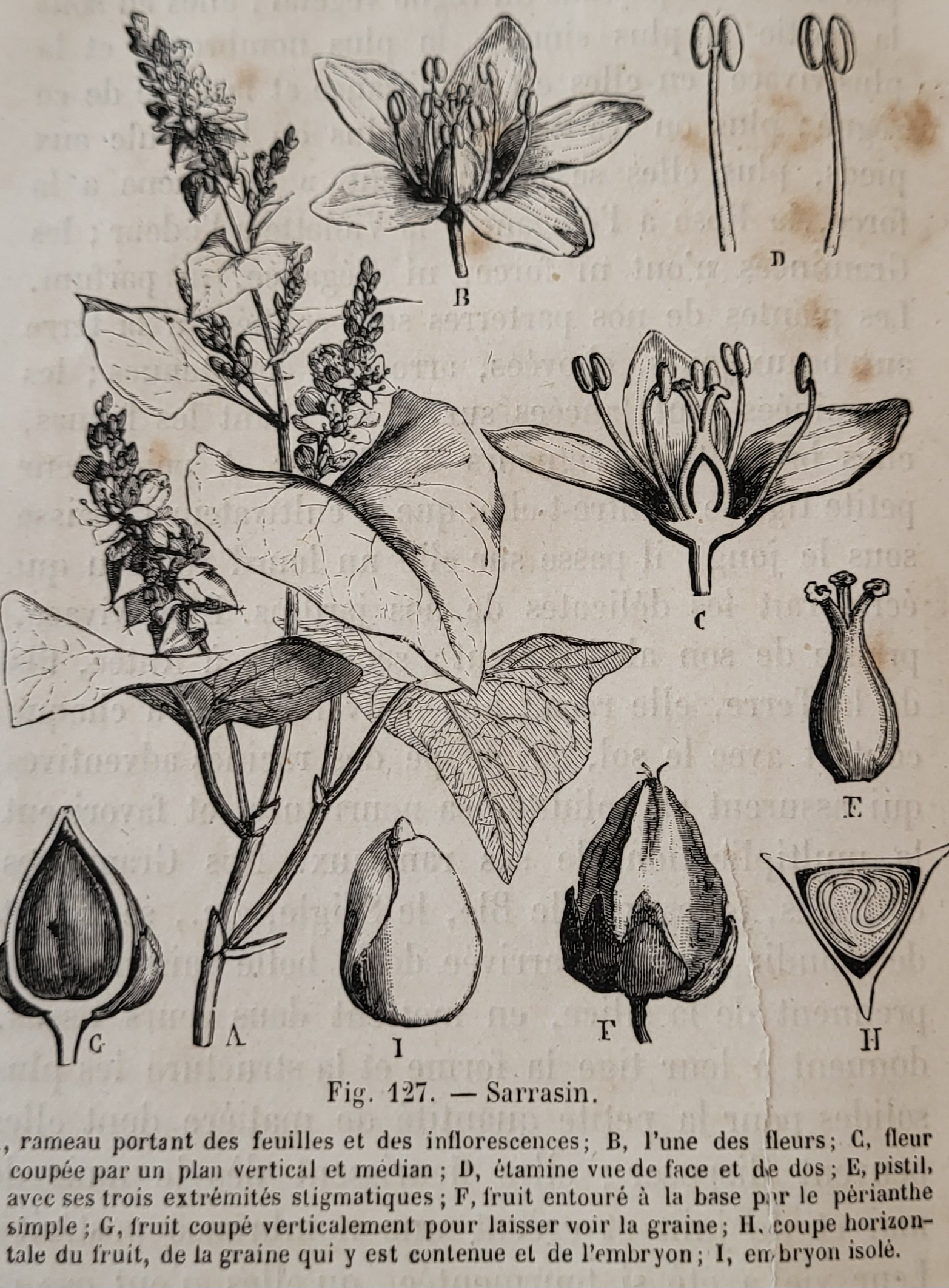
Organes floraux de Fagopyrum esculentum (1876)

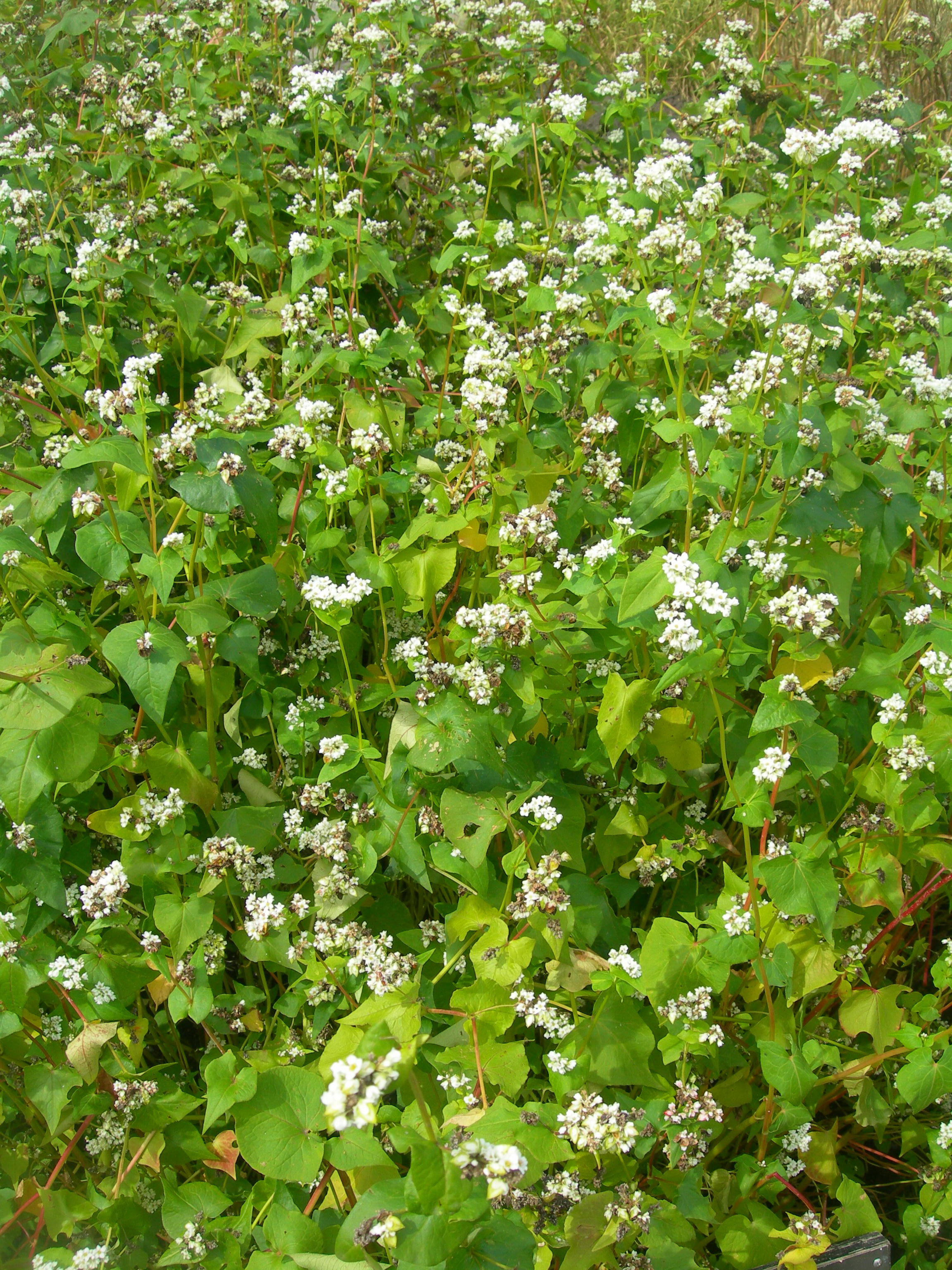
Sarrasin l (Fagopyrum esculentum) en fleurs.

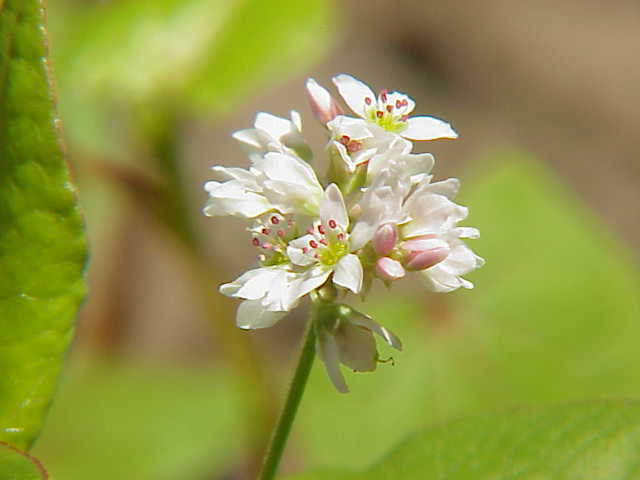
Fleurs.

Le sarrasin est une plante annuelle à tige dressée, de 20 à 70 cm de hauteur, à feuilles en forme de cœur renversé, plutôt molles.
Les feuilles supérieures sont sessiles, tandis que les feuilles inférieures ont un pétiole assez long.
Les fleurs, petites, de couleur blanche ou rose, sont groupées en grappes serrées. Elles portent huit étamines et trois styles.
Comme dans les autres espèces du genre Fagopyrum, il existe deux morphologies florales : ce sont des espèces distyliques.
Les fruits sont des akènes à trois angles, qui contiennent une seule graine. Leur maturation est très échelonnée, ce qui rend la récolte plutôt délicate.
Riches en protéines, les graines contiennent tous les acides aminés essentiels.
C'est un grain hautement nutritif, de surcroît riche en fibres solubles et en composés antioxydants.

## Histoire et distribution
La plante est originaire du sud de la Chine. Grâce à des analyses génétiques sur des populations sauvages et cultivées, le professeur Ohmi Ohnishi, spécialisé en génétique agricole à l’université de Kyoto, démontre que la région originelle de Fagopyrum esculentum se trouve sur les piémonts de l'Himalaya, dans le nord-ouest du Yunnan, en Chine, où l'espèce sauvage F. esculentum ssp. ancestrale est encore présente. Ce n’est que dans un second temps qu’elle aurait migré vers la région de Sanjiang (région autonome zhuang du Guangxi) où elle a été domestiquée. Plus tard, la plante s'est répandue par la culture en Extrême-Orient, principalement Corée et Japon, ainsi qu'en Europe au XIVe siècle.
Autrefois très cultivé dans les régions à sols pauvres, telles que les steppes de Mongolie, et dans les terres acides (ségala), en Europe du Nord, en Pologne, en Russie, en Amérique du Nord ainsi qu'en France (Auvergne, Bretagne, Limousin, Normandie, Pyrénées, Rouergue) et en Belgique (Liège), il reste l'un des grains préférés dans les pays d'Europe de l'Est et du Nord.
Les graines sont récoltées par battage en veillant au taux d'humidité de la graine le plus bas possible, puis ensuite séchées par ventilation.
En France le sarrasin a failli disparaître dans les années 1960 au profit d'importations de Lituanie et de Chine, en raison d’une correction de la carence en cuivre dans les sols. Il a alors été remplacé par l’orge, le blé, le maïs, plus rentables. "Sa culture est passée de 700 000 hectares au XIXe siècle à 34 860 hectares en 2017". En Bretagne, en 2022, les surfaces cultivées représentent 10 000 hectares.

## Production
| Année       | 2010      | 2010  | 2011      | 2011  | 2012      | 2012  | 2013      | 2013  | 2014      | 2014  | 2015      | 2015  | 2016      | 2016  |
| Pays        | Tonnes    | %     | Tonnes    | %     | Tonnes    | %     | Tonnes    | %     | Tonnes    | %     | Tonnes    | %     | Tonnes    | %     |
| ----------- | --------- | ----- | --------- | ----- | --------- | ----- | --------- | ----- | --------- | ----- | --------- | ----- | --------- | ----- |
| Russie      | 339 293   | 23 %  | 800 375   | 35 %  | 796 511   | 35 %  | 833 936   | 36 %  | 661 764   | 34 %  | 861 236   | 43 %  | 1 186 333 | 50 %  |
| Chine       | 500 000   | 34 %  | 680 000   | 30 %  | 700 000   | 31 %  | 733 000   | 31 %  | 564 900   | 29 %  | 515 000   | 25 %  | 404 259   | 17 %  |
| Ukraine     | 133 700   | 9 %   | 281 600   | 12 %  | 238 700   | 10 %  | 179 020   | 8 %   | 167 440   | 9 %   | 128 100   | 6 %   | 176 430   | 7 %   |
| France      | 125 900   | 9 %   | 91 400    | 4 %   | 105 000   | 5 %   | 154 800   | 7 %   | 111 300   | 6 %   | 119 530   | 6 %   | 122 206   | 5 %   |
| Pologne     | 97 220    | 7 %   | 92 985    | 4 %   | 94 421    | 4 %   | 90 874    | 4 %   | 83 499    | 4 %   | 63 524    | 3 %   | 118 562   | 5 %   |
| États-Unis  | 82 615    | 6 %   | 79 554    | 4 %   | 82 000    | 4 %   | 81 000    | 3 %   | 83 000    | 4 %   | 78 378    | 4 %   | 75 241    | 3 %   |
| Brésil      | 56 700    | 4 %   | 57 000    | 3 %   | 60 000    | 3 %   | 62 000    | 3 %   | 64 000    | 3 %   | 62 642    | 3 %   | 62 872    | 3 %   |
| Kazakhstan  | 26 960    | 2 %   | 37 430    | 2 %   | 48 040    | 2 %   | 68 000    | 3 %   | 46 530    | 2 %   | 45 412    | 2 %   | 89 619    | 4 %   |
| Japon       | 29 700    | 2 %   | 32 000    | 1 %   | 44 600    | 2 %   | 33 400    | 1 %   | 31 100    | 2 %   | 34 800    | 2 %   | 28 800    | 1 %   |
| Biélorussie | 18 400    | 1 %   | 44 471    | 2 %   | 39 328    | 2 %   | 30 353    | 1 %   | 18 382    | 1 %   | 11 635    | 1 %   | 13 087    | 1 %   |
| Lituanie    | 14 000    | 1 %   | 26 000    | 1 %   | 30 600    | 1 %   | 28 200    | 1 %   | 35 600    | 2 %   | 36 533    | 2 %   | 49 922    | 2 %   |
| Autres pays | 33 713    | 2 %   | 45 041    | 2 %   | 51 238    | 2 %   | 53 225    | 2 %   | 56 567    | 3 %   | 68 629    | 3 %   | 47 452    | 2 %   |
| Monde       | 1 457 971 | 100 % | 2 267 621 | 100 % | 2 287 877 | 100 % | 2 347 558 | 100 % | 1 924 082 | 100 % | 2 025 419 | 100 % | 2 395 822 | 100 % |

## Culture
Le développement de la plante se fait en trois phases : levée, stagnation puis explosion, et début simultané de la floraison jusqu’à la moisson.

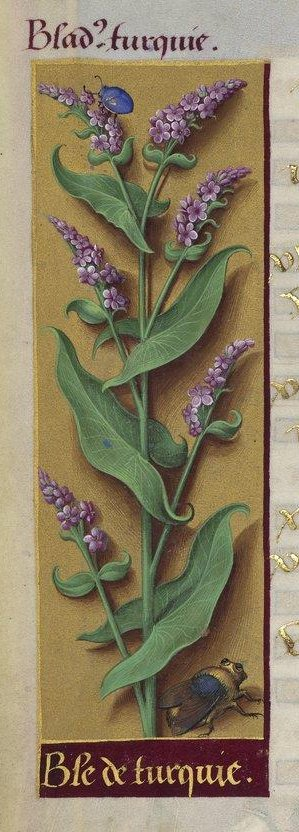
Les Grandes Heures de Bretagne du XVIe siècle.

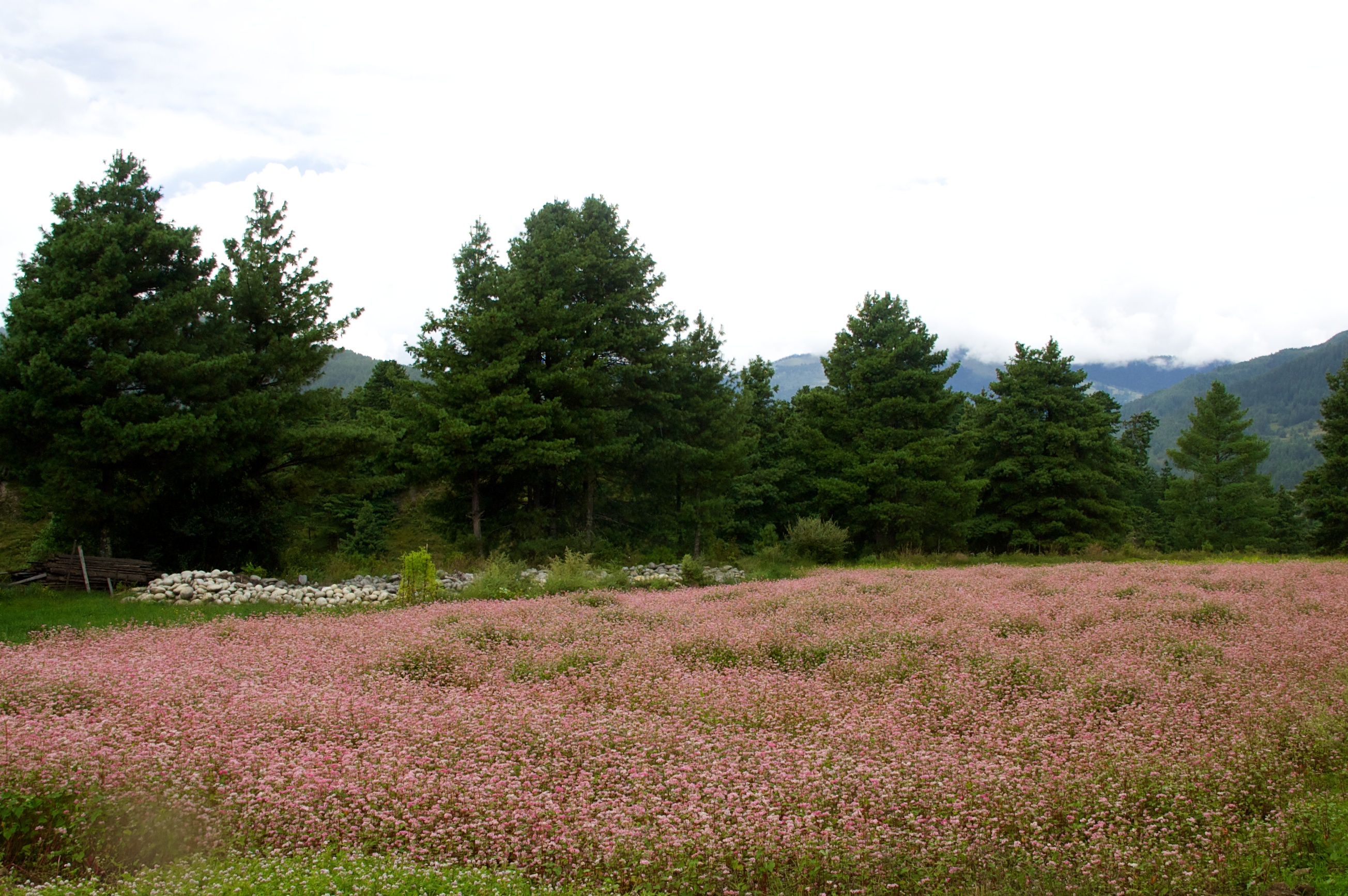
Champ de sarrasin en fleurs au Bhoutan.

Il est semé en France de mi-mai à début juillet (en dérobée) et jusqu’en août dans le Japon subtropical (parfois comme couvert végétal), pour éviter les gelées qu'il ne supporte pas. Le sarrasin est une plante nécessitant de la chaleur pour une levée rapide et uniforme (en une semaine) et beaucoup d'humidité.
Pour une récolte en grains en France, il est préférable de ne pas semer après le 15 juin car les fortes chaleurs à la floraison peuvent entraîner des avortements floraux (coulure) et diminuer le rendement. De même, les populations d'abeilles étant généralement insuffisantes, il est prudent de placer de deux à cinq ruches à l'hectare à proximité des parcelles. On sème environ 40 kg/ha d'une variété comme la Harpe avec un semoir à céréales.
Le sarrasin exporte peu d'éléments minéraux, on ne pratique donc généralement pas de fumure, même organique. Un excès d'azote peut entraîner de la verse ou un développement des parties vertes au détriment des graines. Les précédents fournissant des reliquats importants et les sols riches en matière organique sont donc à éviter.
Les principaux prédateurs sont les pigeons. Il n'y a généralement ni autres ravageurs ni maladies.
Le sarrasin domine facilement les herbes concurrentes passé le stade 2 feuilles vraies, de plus ses racines émettent des substances toxiques (allélopathie). Il faut donc s'assurer que le sarrasin atteigne ce stade sur un sol propre, en faisant éventuellement précéder un semis soigné de faux semis. On ne pratique donc normalement pas de désherbage, même mécanique, la plante se cassant facilement.
Le blé noir est récolté entre la mi-septembre et la mi-octobre. Sa particularité est de ne pas mûrir uniformément, les pertes peuvent donc être importantes à la moisson, surtout avec l'emploi de la moissonneuse-batteuse. On récolte lorsque les tiges sont rouges et les trois quarts des grains mûrs à 25 % d'humidité. On sèche ensuite pour ramener à 15 % pour une bonne conservation. Les rendements varient de 0 à 30 quintaux secs pour un cycle de 2 à 5 mois.

## Évolution des surfaces cultivées
En France, la culture a failli disparaître, le blé noir couvrait 700 000 ha en France au XIXe siècle et 160 000 ha en Bretagne au milieu des années 1960, la carence en cuivre dans les sols rendant impossible à cette époque la culture des céréales à l'exception du seigle. Il a été remplacé par l'orge, le blé et le maïs, plus rentables dans un système de fertilisation intensive. Les bénéfices à l'hectare peuvent cependant être similaires du fait de sa culture à très faibles intrants. La FAO indique que 30 000 ha sont cultivés en France[Quand ?].
Cependant, depuis quelques années, le sarrasin est cultivé par les agriculteurs pratiquant l'agriculture de conservation et l'agriculture biologique. Son fort pouvoir couvrant permettant de diminuer la pression des adventices sur l'ensemble de la rotation, sa capacité à économiser l'azote en font une plante intéressante, notamment dans les couverts inter-cultures (culture intermédiaire piège à nitrates).

### En Bretagne
On trouve dès le XIIe siècle des traces de pollen de sarrasin dans des tourbières en Bretagne. La culture du blé noir (ou sarrasin) apparaît dans les systèmes agraires en Bretagne, en Normandie, dans la Somme ou la Haute-Vienne au XVIe siècle. Si ses rendements sont irréguliers et assez faibles, il n'est pas taxé, il pousse sur des sols pauvres, et permet une récolte en trois mois, ce qui lui vaut le surnom de « plante des cent-jours »,. Parmi les nombreuses légendes concernant Anne de Bretagne, on lui attribue fréquemment le développement de sa culture,. Un conseiller au Parlement de Bretagne, Noël du Fail, écrit vers 1550 (cité par Bleuzen du Pontavice[réf. incomplète]) que « sans ce grain qui nous est venu depuis soixante ans, les gens pauvres auraient beaucoup à souffrir ». Traditionnellement, le sarrasin est associé à la culture des pommes de terre car la plante a un effet répulsif pour le taupin dont la larve s'attaque aux tubercules et au collet de la pomme de terre.
Plus de 100 000 ha sont cultivés en Bretagne au début des années 1960, quelques centaines 20 ans plus tard, le blé noir subissant le contrecoup de la politique agricole commune à l'origine de l'industrialisation de l'agriculture qui bascule de la polyculture à l'agriculture de marché. Depuis les années 2000, la production locale de sarrasin ne permettant d'approvisionner que le quart des quelque 15 000 tonnes consommées annuellement en France, la confection des galettes de blé noir fait largement appel à des produits d'importation provenant de Chine, de Pologne et du Canada,. Une indication géographique protégée, l'IGP Blé noir tradition Bretagne, existe depuis 2010 pour la farine de sarrasin bretonne, grâce à l'Association blé noir tradition Bretagne (créée en 1987) qui rassemble plus de 800 producteurs et une dizaine de meuniers pour promouvoir l'utilisation de farine bretonne (4 000 tonnes par an). Les surfaces cultivées en Bretagne sont comprises entre 3 000 et 4 000 hectares, dont la moitié sous l'égide de cette association,.

## Utilisation

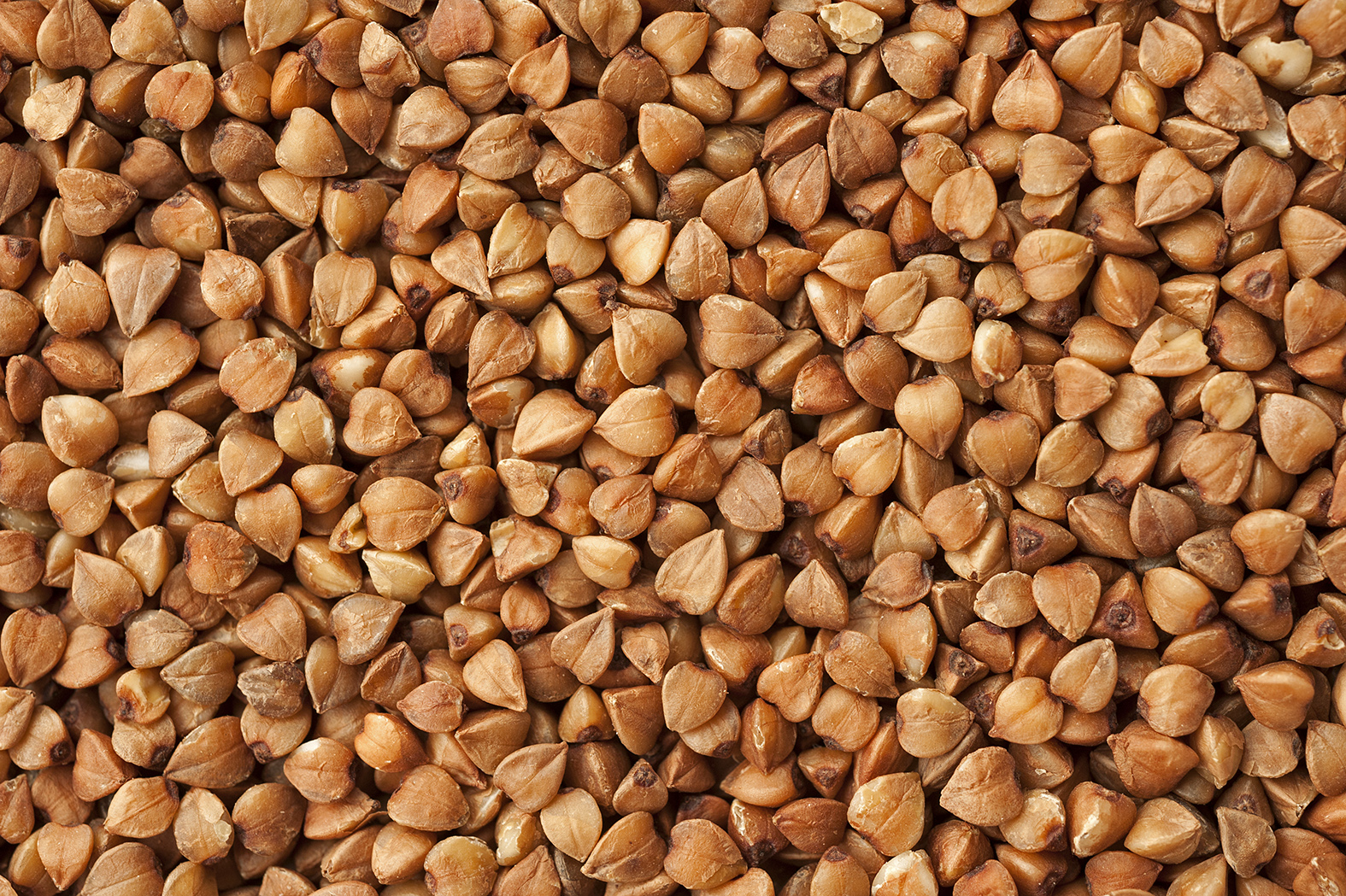
Graines de sarrasin légèrement grillées.

### Alimentation humaine
Il est consommé en grains bouillis comme le riz. Les grains peuvent être grillés avant la cuisson dans l'eau. Sous forme de farine délayée dans l'eau, il entre dans la composition de crêpes, appelées aussi galettes suivant les régions, "galetous" en Limousin, "galetez" en Bretagne. Avec du lait, il sert aussi à confectionner des bouillies en Bretagne et en Normandie.

### Alimentation animale

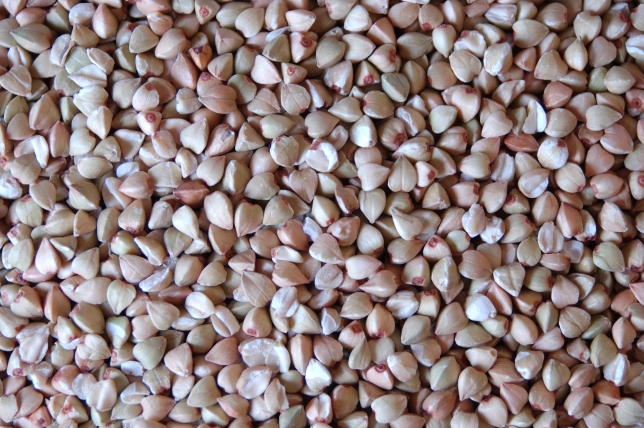
Graines de sarrasin.

Le sarrasin (grains ou fourrage) peut être utilisé pour l'alimentation animale. Les grains de sarrasin présentent une excellente qualité protéique avec une proportion de lysine très supérieure aux céréales. Sa valeur énergétique est cependant inférieure à celle de l'orge. Compte tenu de ces caractéristiques, la meilleure façon de l'utiliser serait de le donner en mélange avec des céréales classiques.
Les fanes (ou pailles) de sarrasins sont peu digestes et peu appréciées des ruminants.
Le sarrasin est utilisé comme couvert à gibier semé seul ou en mélange
Le sarrasin est mellifère. Dans le cadre de l'année internationale de la biodiversité 2010, un projet pilote, en Franche-Comté, visait à cultiver des surfaces de sarrasin offrant aux abeilles un pollen nutritif.

#### Fagopyrisme
Le fagopyrisme est une affection (photosensibilisation de la peau) qui survient chez les animaux recevant une ration comportant une trop grande proportion de sarrasin et exposés à la lumière.
Cette affection ne peut survenir que lorsque le sarrasin est en fleurs. Sous l’effet de la lumière, il devient alors dermotoxique et peut créer des inflammations cutanées, notamment sur les parties pâles de la peau ou du cuir. Le fagopyrisme peut également se retrouver chez l’homme après avoir consommé du miel de sarrasin,.

### Plante auxiliaire
C’est une plante nettoyante qui limite la présence de plantes adventices en occupant le sol. Associées aux mycorhizes, ses racines mobilisent des grandes quantités de phosphore et de calcium. Il peut servir de plante de service pour accompagner les implantations précoces de trèfle, de luzerne, voire de colza.
Levant facilement, étouffant les adventices, sensible au gel, le sarrasin est considéré comme un excellent engrais vert et utilisé comme couvert. Il faut alors le semer en tout début d'été et le détruire avant la maturité des graines.

### Utilisation des cosses
Traditionnellement, notamment en Corée du Sud et au Japon, l'écale (ou cosse) de sarrasin est récupérée et nettoyée à la suite du décorticage de la graine. Elle est utilisée comme rembourrage des oreillers. La cosse de sarrasin peut également être utilisée comme paillis des plates-bandes en horticulture.

## Commerce
En 2014, la France est importatrice nette de sarrasin, d'après les douanes françaises. Le prix de la tonne importée était d'environ 470 €.

## Espèces voisines
D'autres espèces du genre Fagopyrum sont également cultivées, notamment :
- Fagopyrum tataricum, le Sarrasin de Tartarie ;
- Fagopyrum emarginatum, le Sarrasin du Népal.

## Liste des sous-espèces
Selon NCBI (15 janvier 2020) :
- Fagopyrum esculentum subsp. ancestrale Ohnishi
- Fagopyrum esculentum subsp. esculentum

## Divers
Le nom du sarrasin fut attribué au 18e jour du mois de vendémiaire du calendrier républicain ou révolutionnaire français, généralement chaque 9 octobre du grégorien.

#### Bases de données et dictionnaires
- Ressources relatives au vivant :   - Alabama Plant Atlas
  - Atlas of Florida Plants
  - Australian Plant Name Index
  - Base de données des plantes d'Afrique
  - BioLib
  - Calflora
  - Catalogue of Life in Taiwan
  - Dyntaxa
  - Ecocrop
  - EPPO Global Database
  - European Nature Information System
  - Flora Catalana
  - Flora of China
  - Flora of North America
  - Flora of Wisconsin
  - FloraBase
  - FloraWeb
  - Germplasm Resources Information Network
  - Global Biodiversity Information Facility
  - iNaturalist
  - Info Flora
  - Interim Register of Marine and Nonmarine Genera
  - International Plant Names Index
  - Invasive Plant Atlas of the United States
  - Invasive Species Compendium
  - Michigan Flora
  - Nálezová databáze ochrany přírody
  - NBN Atlas
  - NDFF Verspreidingsatlas
  - Nederlands Soortenregister
  - New Zealand Organisms Register
  - PalDat
  - The Plant List
  - Plantarium
  - PLANTS Database
  - Plants For A Future
  - Plants of the World Online
  - Portale della Flora d'Italia
  - Red List of South African Plants
  - Système d'information taxonomique intégré
  - TAXREF (INPN)
  - Tela Botanica
  - Tropicos
  - VASCAN
  - VicFlora
  - Wildflowers of Israel
- Notices dans des dictionnaires ou encyclopédies généralistes :   - Britannica
  - Den Store Danske Encyklopædi
  - Dictionnaire historique de la Suisse
  - Gran Enciclopèdia Catalana
  - Treccani
- Notices d'autorité :   - LCCN
  - GND
  - Israël
  - Tchéquie